# 金門馬祖大陳専用紙幣
金門馬祖大陳専用紙幣（きんもんばそだいちんせんようしへい）は、中華民国の福建省に属する金門・馬祖と浙江省に属していた大陳の各地区内においてのみ流通していた専用紙幣の総称である。これらの地区が台湾から離れ、台湾省に属さない島嶼で、中国大陸を間近に臨む国共対立の最前線であった特殊性から特別な紙幣が用意された。

## 概要
中華民国政府の中国大陸喪失による台湾移転に伴い、その実効支配地域で従来流通していた貨幣（台湾本島では旧日本銀行券及び旧台湾銀行券、金門・馬祖・大陳地区では中華民国の銀元）を回収した。これに代えて新台幣が発行され、当初は金門・馬祖・大陳の各地区でも台湾地区と同じ貨幣が流通していたが、1950年3月に「金門新台幣」、1951年9月には「馬祖新台幣」、1953年1月には「大陳新台幣」が相次いで登場した。これらの専用紙幣は各地域内に流通が限定され、他地域で使用する際は当該地区の紙幣と等価で交換が行われた。

## 背景
中華民国があえて地域を限定した紙幣を発行していた理由は以下の二点に求められる。
中央政府としての正当性
中華民国では中央銀行に貨幣の発行権が付与されているが、実際には中央銀行の委託を受けた台湾銀行が、台湾省の銀行として新台幣を発行していた。中華民国政府が中国全土を代表するという建前から、台湾省の地域通貨が他省（金門・馬祖は福建省、大陳は浙江省）で流通するのを避け、あくまで別のものが流通することが望ましいとされた。とはいえ小島のために全く異なる紙幣を発行することは現実的でないことから、台湾銀行発行の紙幣を金門・馬祖・大陳地区に流通させ、流通地域をあえて当該地区のみに限定することで「省」の概念を残した。
国家安全上の懸念
当時、中国大陸の中国共産党政権と対峙していた中国国民党政権としては、大陸に近接した金門・馬祖・大陳地区で台湾地区と同一の貨幣を流通させることは、万一の場合、台湾地区の経済に影響を与えうること、また敵により軍事的に利用される懸念が存在した。そのため、これら専用紙幣を発行することで台湾本島と流通の分断を図ろうとしたのである。

## 流通停止
1955年に中華民国は大陳島の支配権を喪失（大陳島撤退作戦）、金門・馬祖については2002年7月1日に専用紙幣の発行・流通が正式に停止された。